# Anomala potanini
Anomala potanini är en skalbaggsart som beskrevs av Medvedev 1949. Anomala potanini ingår i släktet Anomala och familjen Rutelidae. Inga underarter finns listade i Catalogue of Life.